# Laichingen
Laichingen – miasto w Niemczech, w kraju związkowym Badenia-Wirtembergia, w rejencji Tybinga, w regionie Donau-Iller, w powiecie Alb-Donau, wchodzi w skład związku gmin Laichinger Alb. Leży w Jurze Szwabskiej, ok. 25 km na północny zachód od Ulm. W pobliżu znajduje się jaskinia Laichingen.

## Współpraca

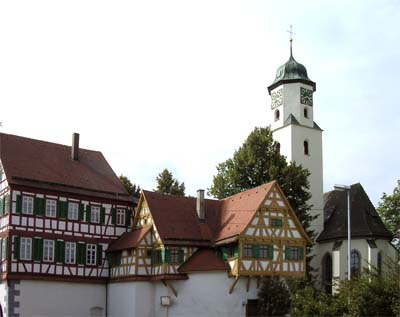
Kościół pw. św. Albana (St. Alban)

Miejscowości partnerskie:
- Ducey, Francja
- Kohren-Sahlis, Saksonia
- Nieśwież, Białoruś